# Colpbol
El colpbol és un esport creat el 1997 pel professor d'educació física de Foios Juanjo Bendicho Ros, que volia crear un esport on tot els participants tingueren la mateixa importància sense que la força física fóra determinant i que pogueren jugar xiquets i xiquetes alhora. Vol estimular la col·laboració més aviat que el sexisme i la força brutal present en molts esports. És un joc col·lectiu que fomenta la màxima participació possible de tots els jugadors, sigui quin sigui el nivell fisicomotor.
A hores d'ara, l'esport s'ha escampat per tota la Comunitat Valenciana, i es fan jornades. El 2016 el Campionat del País Valencià ha aplegat més de tres mil participants, i per primera vegada, dos clubs de fora.
El joc té semblances amb la pilota valenciana: Es juga pegant «colps» amb la mà, d'ací el nom de l'esport. No es pot agafar la pilota. Del futbol va prendre la grandària de la pilota, el terreny de joc, els porters, etc. Té com a regla d'or que sempre cal tindre almenys un xic i una xica en cada equip (o siga, els equips han de ser mixts).
El 2013, la conselleria d'esport del País Valencià va decidir d'incorpar el colpbol en l'assignatura d'Educació Física. El 2017 va rebre el premi Emprén Esport per al desenvolupament de l'esforç i la promoció de valors.